# Império de Santana
O Grêmio Recreativo Escola de Samba Império de Santana é uma escola de samba de Santo Amaro da Imperatriz.
O nome Império de Santana foi atribuído ao bairro Santana, aonde nasceu o então bloco carnavalesco e hoje escola de samba.
Foi campeã em sua cidade em 2006 e 2007.
Por ser considerada uma escola de samba tradicional de sua cidade, foi questionado o fato de não ter sido convidada a compor o grupo de acesso do Carnaval de Florianópolis, que será iniciado em 2012.

## Carnavais
| Ano  | Colocação | Grupo | Enredo                                    | Carnavalesco |
| ---- | --------- | ----- | ----------------------------------------- | ------------ |
| 2006 | Campeã    |       | O essencial é que resgatem nosso carnaval |              |
| 2007 | Campeã    |       | Praça Ivo Silveira, Onde Tudo Acontece!   |              |